# Royaume d'Aquitaine
 (mai 2021).
 (mai 2021).
Si vous disposez d'ouvrages ou d'articles de référence ou si vous connaissez des sites web de qualité traitant du thème abordé ici, merci de compléter l'article en donnant les références utiles à sa vérifiabilité et en les liant à la section « Notes et références ».
Pour les articles homonymes, voir Aquitaine.
628–632
781–877
- royaume de Louis le Pieux comprenant le royaume d'Aquitaine, une partie du royaume de Bourgogne et la Provincia (bordures jaunes)

Entités précédentes :
- Duché d'Aquitaine

Entités suivantes :
- Royaume de Pampelune (824)
- Duché de Vasconie
- Duché d'Aquitaine
- Comté de Toulouse

Le royaume d'Aquitaine est un État qui a existé brièvement à l'époque mérovingienne (en 584–585 et de 629 à 632) et, plus longuement, à l'époque carolingienne (de 778 à 877).
À la suite de la révolte aquitaine, les territoires au sud des Pyrénées (qui composaient une partie de la Marche d'Espagne) deviennent indépendants en 824. Après le traité de Verdun de 843, l'Aquitaine est intégrée dans la Francie occidentale.

## L'Aquitaine dans l'Antiquité

### L'Aquitaine pré-romaine
Dans ses Commentaires sur la guerre des Gaules (58 à 51 av. J.-C.), Jules César appelle « Aquitaine » (en latin, Aquitania) la région de Gaule encore indépendante située au sud-ouest de la Garonne, jusqu'à l'océan Atlantique et aux Pyrénées. 
A l'est de Tolosa (Toulouse) (riveraine de la Garonne) s'étend la province romaine conquise vers 120 av. J.-C., nommée Gaule narbonnaise (en latin, Gallia narbonensis). 
Dans l'ensemble de la Gaule qu'il va conquérir, César nomme aussi Gaule celtique la partie située entre les fleuves Garonne et Seine, et Gaule belgique celle située entre Seine et Rhin.

### La province romaine d'Aquitaine

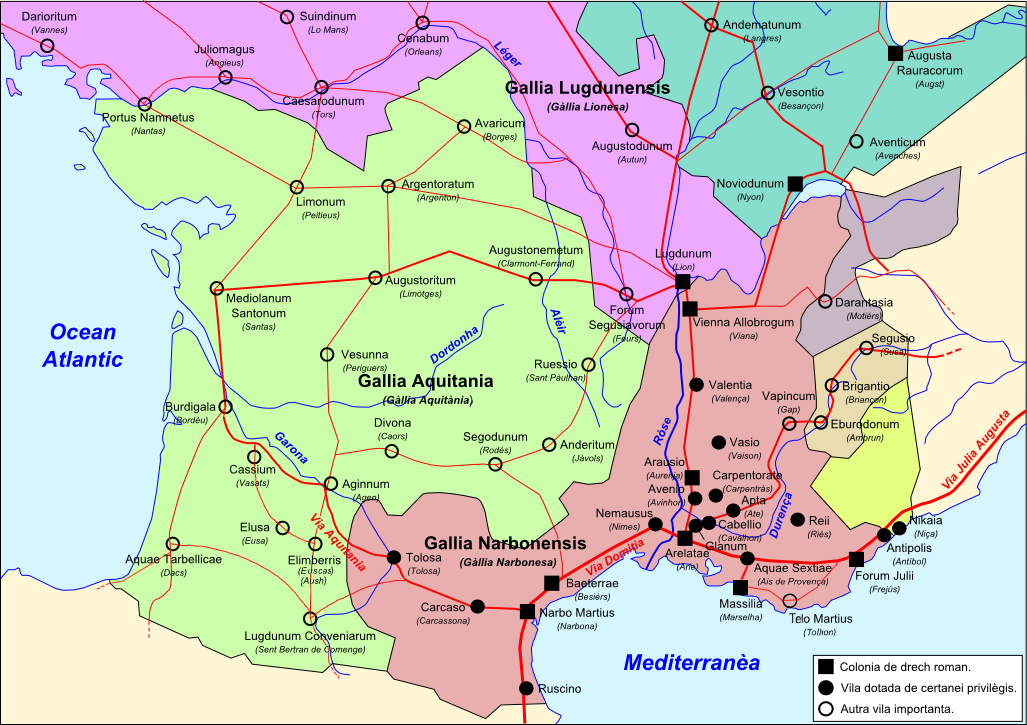
La province romaine d'Aquitaine au I après J.-C.

Après la conquête (et la mort de César en 44 av. J.-C.), l'empereur romain Auguste crée lors d'un séjour en Gaule (en 27 av. J.-C. ou entre 16 et 13 av. J.-C.) une province d'Aquitaine (chef-lieu : Saintes, puis Bordeaux), elle s'étend des Pyrénées à la Loire ou aux abords de la Loire. 
Au IVe siècle, cette très grande Aquitaine est divisée en trois :
- l'Aquitaine première, à l'Est (Massif central et Berry) ;
- l'Aquitaine seconde à l'Ouest (entre Loire et Gironde) ;
- l'Aquitaine troisième ou Novempopulanie qui reprend, en gros, le territoire de l'Aquitaine préromaine.

On peut noter que les territoires attribués en 418 aux Wisigoths, en tant que peuple fédéré, correspondent à l'Aquitaine romaine ; ils adoptent Toulouse comme capitale.
Dans l'ensemble, au début du Moyen Âge, l'Aquitaine continue de désigner l'ensemble situé au sud de la Loire ; mais la spécificité de l'Aquitaine préromaine persiste dans la Vasconie (à l'origine du mot Gascogne), territoire étendu de la vallée de la Garonne aux Pyrénées, dont la principale ville est Toulouse.

## Historique du royaume d'Aquitaine

### Époque mérovingienne
En 507, l'Aquitaine, est intégrée au royaume des Francs par Clovis, à l'issue de la victoire de ce dernier sur le roi des Wisigoths, Alaric II, lors de la bataille de Vouillé. La coutume successorale chez les Francs qui ont conquis l'ensemble de la Gaule au début du VIe siècle (Clovis) est que les fils du roi partagent le royaume (regnum Francorum) en plusieurs royaumes de rang égal, mais voués de fait à l'instabilité. Dans ce cadre, Gondovald, fils de Clotaire Ier, est reconnu roi d'Aquitaine en 584-585. 
En 629, Clotaire II, qui avait réunifié le royaume franc, lègue l'Aquitaine à son fils Caribert II, qui porte le titre de Roi d'Aquitaine de 628 à sa mort en 632. 
En revanche, de 660 à 768 (à l'époque où existent les royaumes de Neustrie, d'Austrasie et de Bourgogne), l'Aquitaine se trouve seulement sous l'autorité d'une série de ducs d'Aquitaine et de Vasconie.

Royaume d'Aquitaine en 585 (Gondovald).
Royaume d'Aquitaine en 628 (Caribert II).
Royaume d'Aquitaine en 828 (Pépin Ier).
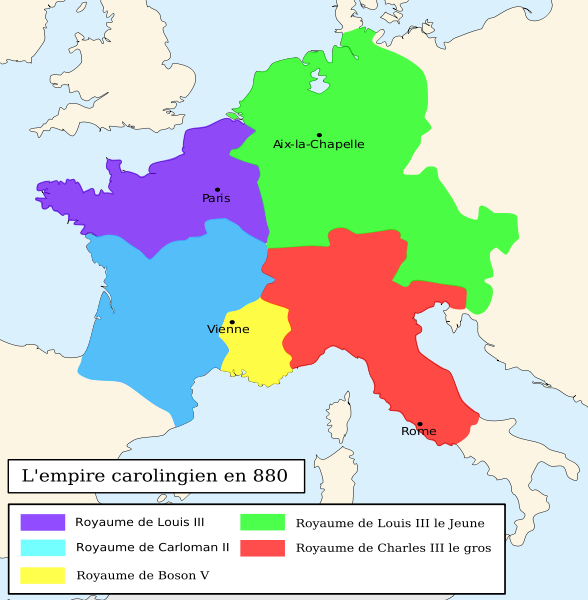
Royaume d'Aquitaine et de Bourgogne en bleu clair en 880 (Carloman II).

### Époque carolingienne
À l'époque carolingienne, le titre de roi d'Aquitaine fut porté de façon assez continue par plusieurs descendants de Charlemagne. 
En 781, Charlemagne fit sacrer roi d'Aquitaine son troisième fils, Louis (futur empereur sous le nom de Louis le Pieux), alors âgé de trois ans ; le royaume fut alors confié à son gouverneur ou tuteur (bajulus), dénommé Arnold. L'administration de la partie sud, notamment la Marche de Toulouse, était assurée par Guillaume de Gellone (v. 742–812), comte de Toulouse.
En 778 et en 781, Charlemagne renouvela les comtes de la plupart des quatorze comtés d'Aquitaine : Périgord, Poitou, Toulouse, Rouergue, Bourges, Albi, Gévaudan, Agen, Bordeaux, Limoges, Auvergne, Velay, Saintes, Angoulême.
À la mort de Charlemagne (814), Louis le Pieux devint empereur et associa ses fils au gouvernement. En 817, il donna le titre de roi d'Aquitaine à Pépin Ier d'Aquitaine, le lui retira en 832, à la suite d'un différend, pour le confier à Charles II le Chauve, son dernier fils, avant de le rendre en 834 à Pépin, qui le conserva jusqu'à sa mort en 838. Son fils, Pépin II d'Aquitaine, revendiqua le titre contre son oncle Charles, et ne l'obtint qu'en 845, avant d'être déposé par ses sujets en 848. 
Le titre fut attribué en 855 à Charles l'Enfant, fils de Charles II le Chauve, couronné et sacré à Limoges, puis à sa mort en 866 à son frère Louis II le Bègue. Le titre fut ensuite porté par le fils de celui-ci, Carloman II, de 880 à 884. 
Le titre de roi d'Aquitaine cessa d'être utilisé (vu le dépérissement de la fonction impériale après le traité de Verdun en 843) et fut remplacé par celui de duc d'Aquitaine, d'abord détenu par le comte d'Auvergne Guillaume le Pieux, puis par ses descendants, avant de passer aux comtes de Poitiers à partir de la deuxième moitié du Xe siècle, c'est-à-dire aux ancêtres d'Aliénor d'Aquitaine.

### Révolte vasconne
Les Vascons avaient élevé au pouvoir, après la mort de Loup II de Vasconie, l'un de ses fils, Sanche Ier Loup de Vasconie qui reconnut la suzeraineté de Charlemagne et prit part, à l'expédition organisée par Louis le Pieux, roi d'Aquitaine et fils de Charlemagne, contre Barcelone en 801. Cependant, l'éloignement du souverain carolingien oblige les Vascons à faire à nouveau allégeance à l'émir de Cordoue en 802.
En 812, réprimant une révolte menée par Semen Ier Loup de Vasconie, frère aîné de Sanche Ier Loup de Vasconie qui l'avait remplacé à sa mort, Louis le Pieux parvint jusqu'à Pampelune en passant par Dax. Louis prit la précaution, cette fois-ci, au retour par Roncevaux, de s'emparer d'otages qu'il ne libéra qu'une fois arrivé dans une zone sûre où son armée ne risquait plus d'embuscade.
À la mort de Charlemagne, Louis le Pieux, devenu empereur, associa ses fils au gouvernement. En 817, il donna à Pépin Ier d'Aquitaine, la Vasconie, la marche de Toulouse et une partie de la Septimanie et de la Bourgogne.
Pendant ce temps, dans le duché de Vasconie, Garcia Ier Semen de Vasconie, le fils aîné de Semen Ier Loup avait succédé à son père mort en 816. Mais Garcia Ier Semen, mort en 818, fut remplacé, à son tour, par un cousin germain, Loup III Centulle de Vasconie. En 819, ce dernier, dépouillé de ses biens par Pépin Ier fut banni. Cependant, pour se concilier les Vascons, il leur donna pour chef Aznar Sanche, fils de Sanche, qui l'aida à combattre les révoltes navarraises. C'est l'époque du comté de Vasconie citérieure qui sera érigé en duché de Vasconie en 852.
À la mort d'Aznar Sanche en 837, ce comté puis duché de Vasconie revint à son frère Sanche II Sanche de Vasconie lui-même remplacé, à sa mort vers 855 par son neveu Arnaud de Vasconie qui était le fils de sa sœur Sancia et de Émenon de Poitiers, comte de Poitiers, puis d'Angoulême. Arnaud mourut en 864 et la succession des ducs vascons n'est en rien très claire. Une légende affirme qu'en 864, les Gascons nommèrent comme comte, Sanche II Sanche de Vasconie « Menditarra » (« montagnard » en basque), un petit-fils de Garcia Ier Semen de Vasconie. Ce Sanche II Sanche de Vasconie « Menditarra » serait l'ancêtre des futurs ducs et comtes de Gascogne, qui se sont succédé jusqu'en 1032, date de la mort du dernier prince de cette famille.